# Guarana
Guarana (în portugheză: guaraná) (API: /gu̯a.ra.'na/, [gu̯a.ɾa.'na] ori [gu̯a.ɹa.'na]) pe numele ei științific Paullinia cupana, sau Paullinia Sorbiliseste o plantă din familia Sapindaceae.

## Descriere
Guarana  este o plantă lemnoasă, tropicală, cățărătoare (este o liană) de 10 m lungime, care crește în pădurile amazoniene din Brazilia. Frunzele sunt compuse, decupate, cu flori mici, galbene, grupate în ciorchini; fructele sunt piriforme cu 2 … 3 semințe mici. Semințele sunt cunoscute ca „fructele tinereții”. Liana este sălbatică dar între timp a fost cultivată si pe plantații.

## Istorie și cultură
Numele Guarana, provine din cuvântul “warana”, din limbajul tribului Guarani descoperit în Brazilia în secolul 18 de către botanistul german C. F. Paullini. Guarana joacă un rol esențial în viața acestei culturi. Conform unui mit străvechi, ei povestesc despre “Copilul Divin“, care a fost ucis de un șarpe, iar din ochii săi a luat naștere această plantă. Waranaa înseamnă în limbajul lor “Ochii junglei”.
Semințele au fost culese de secole de indienii amazonieni (în special indienii tupi din Brazilia) și erau preparate ca băuturi răcoritoare puternic stimulative și afrodiziace. Ameridienii din multe triburi obișnuiau să poarte la ei bucăți mărunțite de guarana, pe care le foloseau uneori ca înlocuitor al mâncării, datorită efectului puternic energizant. De asemenea, ei făceau și pâine din guarana, măcinând semințele. Făina era amestecată cu apă și apoi aluatul se cocea la soare, în diverse forme.
Guaranii preparau ceaiuri și medicamente din fructele uscate, consumul zilnic fiind mijloc de prevenire a malariei și a dizenteriei, durerilor de cap, crampelor sau febrei. În timpul războaielor dintre triburi sau a vânătorii, membrii tribului mestecau semințele plantei pentru a depăși oboseala și foamea.

## Compoziție chimică
Ingredientul principal al Guaranei este guaranina, un compus chimic identic cu cofeina din cafea sau teina din ceai. Guaranina, cofeina și teina sunt științific considerate ca sinonime. Concentrația de guaranină din fructul de guarana este de 3,5 ori mai ridicată decât cea a fructului arbustului de cafea (o sămânță de guarana conține 4 - 5% cofeină, de două ori mai mult decât un bob de cafea). Alți constituenți sunt teobrominã, antioxidanți, taninuri catehice, și un ulei volatil cu efecte ușor halucinogene.

## Utilizare
Guarana se utilizează, în general, ca stimulent. Este folosită de sute de ani pentru combaterea oboselii precum și ca afrodiziac. Stimulează sistemul nervos central și glandele suprarenale, îmbunătățește funcționarea sistemului cardiovascular și metabolismul glucidic. Este de mare ajutor persoanelor care desfășoară o muncă intelectuală, elevilor și studenților, în perioada examenelor, contribuie la funcționarea optimă a creierului, la îmbunătățirea capacității de concentrare și a memoriei. În cazul sportivilor, aceste substanțe bioactive îmbunătățesc performanțele, forța fizică și rezistența. Testele clinice au demonstrat că datorită particularităților sale chimice, se absoarbe mai lent în organism, acesta fiind motivul principal al efectului revigorant mai eficient și mai îndelungat pe care-l generează.
Guaranina, conținută de guarana, acționează precum cofeina, însă nu are efectele adverse ale acesteia. Mai conține teobromină și teofilină, substanțe care se regăsesc în ceai sau ciocolată și care au proprietăți termogenice și de îmbunătățire a stării psihice. În combinație cu ginseng devine o sursă rapidă de energie.
Guarana mai este indicată și în timpul curelor de slăbire, pentru persoanele care suferă de obezitate și celulită, deoarece este un supliment nutritiv care scade pofta de mâncare. Cotribuie la folosirea caloriilor sub formă de energie, deci depunerea sub formă de grăsime pe capilarele masei grasoase. Acolo se găsește enzima numită lipoprotein-lipaza care este responsabilă de captarea trigliceridelor cu lanț lung.

## Comercializare

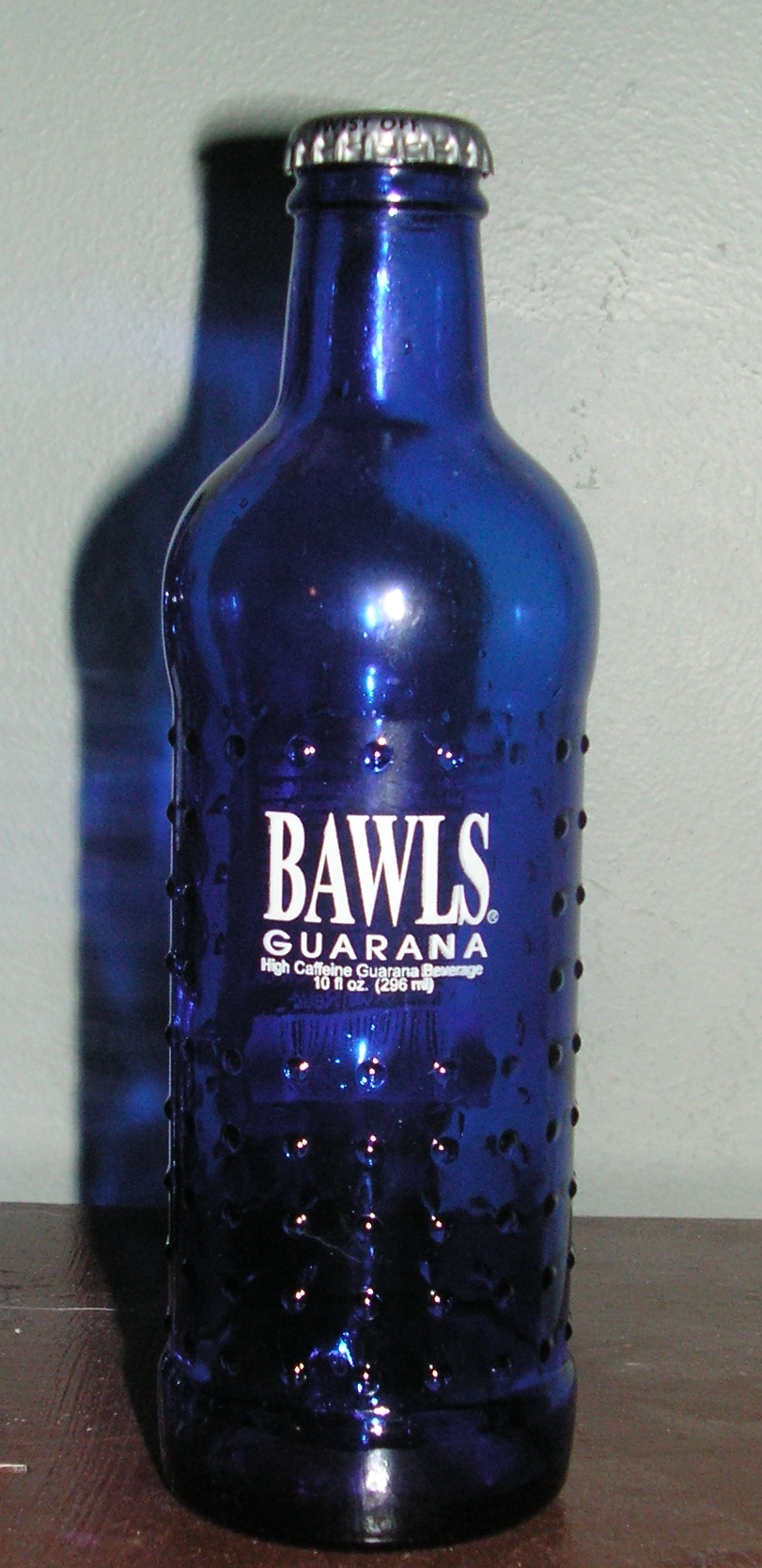
Băutură energizantă ce conține extract de guarana

Odată descoperite beneficiile sale, guarana a luat diverse forme de comercializare, cea mai populară fiind de departe cea a băuturilor răcoritoare, în special băuturile energizante. În Brazilia, țară situată pe locul trei în lume la consumul de băuturi răcoritoare, guarana este incontestabil pe locul fruntaș în preferințele consumatorilor de toate vârstele. Gustul distinctiv unic al guaranei este principalul motiv al succesului său de neegalat în această țară. În unele dintre aceste băuturi se poate combina guarana cu alte produse precum Efedra, al cărei principal ingredient este efedrina.